# Cristianismo en Laos

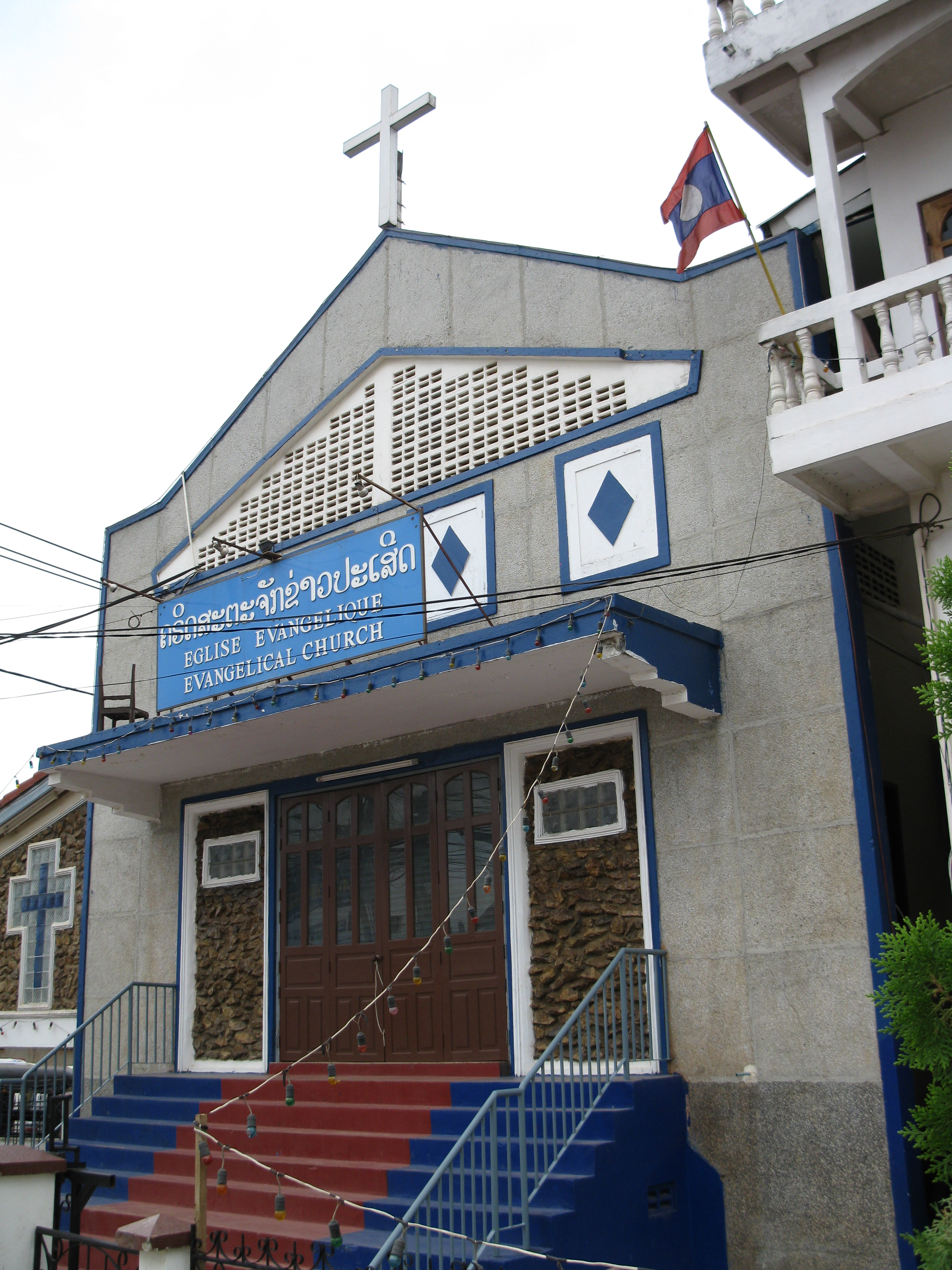
Iglesia protestante en Vientiane, Laos

El cristianismo es una religión minoritaria en Laos. Hay aproximadamente 150 000 cristianos en Laos, divididos de manera similar entre protestantes y católicos. Hay tres iglesias principales en Laos: la Iglesia Evangélica de Laos, la Iglesia Adventista del Séptimo Día y la Iglesia católica. El gobierno de Laos ha promulgado una legislación anticristiana y supervisa rigurosamente todas las actividades cristianas.

## Protestantismo
Con alrededor de 300 congregaciones, el protestantismo ha crecido rápidamente durante la última década. Los miembros de la Iglesia Adventista del Séptimo Día en Laos son principalmente chinos y meos. A fines del 30 de junio de 2019, tenía cuatro iglesias y 1419 miembros.

## Catolicismo
La Iglesia católica está oficialmente reconocida por la LFNC. El catolicismo romano ingresó por primera vez en Laos cuando el país era una colonia francesa. Hay aproximadamente 45 000 católicos, muchos de los cuales son de etnia vietnamita, concentrados en los principales centros urbanos y áreas circundantes a lo largo del río Mekong en las regiones central y sur del país. La Iglesia Católica tiene una presencia establecida en cinco de las provincias más pobladas del centro y sur, y los católicos pueden adorar abiertamente. Las actividades de la Iglesia Católica están más circunscritas al norte. Hay cuatro obispos, dos ubicados en Vientián y otros en las ciudades de Thakhek y Pakse.
Uno de los dos obispos residentes en Vientián supervisa la diócesis de la capital y es responsable de la parte central del país. El segundo obispo residente en Vientián es el obispo de Luang Prabang. Fue asignado a la parte norte del país, pero aunque el gobierno no le permitió asumir su cargo, le permitió viajar para visitar las congregaciones de la iglesia en el norte. La propiedad de la iglesia en Luang Prabang fue confiscada después de 1975, y ya no hay un presbiterio en esa ciudad. Un centro informal de formación católica en Thakhek preparó a un pequeño número de sacerdotes para servir a la comunidad católica. Varias religiosas extranjeras sirven temporalmente en la diócesis de Vientián.
No hay diócesis en el país, pero está dividido en cuatro Vicariatos Apostólicos: el Vicariato Apostólico de Luang Prabang, el Vicariato Apostólico de Paksé, el Vicariato Apostólico de Savannakhet y el Vicariato Apostólico de Vientián.